# Vezérszállás
Vezérszállás (korábban Pudpolóc, ukránul: Підполоззя [Pidpolozzja], oroszul: Подполозье [Podpolozje]) falu Ukrajnában, Kárpátalján, a Munkácsi járásban.

## Fekvése
Alsóvereckétől 10 km-re délnyugatra, a Latorca völgyében fekszik.

## Története
1890-ben egyesítették Pudpolóc és Romanóc községekből. A hagyomány szerint a faluban szállt meg 1703. június 27-én II. Rákóczi Ferenc, Bercsényi Miklóssal együtt a munkácsi csatavesztés után Lengyelországba menet. 1910-ben 385, túlnyomórészt ruszin lakosa volt, ma 800 ruszin lakosa van. A trianoni békeszerződésig Bereg vármegye Alsóvereckei járásához tartozott.
2020-ig Felsőgereben és Jávor tartozott hozzá.

## Látnivalók
- Görögkatolikus temploma a 18. században épült a 17. századi templom helyén.